# نيل كيوزاك
نيل كيوزاك (بالإنجليزية: Neil Cusack)‏ هو منافس ألعاب قوى أيرلندي، ولد في 30 ديسمبر 1951 في ليمريك في جمهورية أيرلندا.

## وصلات خارجية
- نيل كيوزاك على موقع أوليمبيديا (الإنجليزية)